# Oreophryne atrigularis
Oreophryne atrigularis är en groddjursart som beskrevs av Günther, Richards och Djoko Iskandar 200. Oreophryne atrigularis ingår i släktet Oreophryne och familjen Microhylidae. IUCN kategoriserar arten globalt som otillräckligt studerad. Inga underarter finns listade i Catalogue of Life.